# Ismael Sáez Vaquero
Ismael Sáez Vaquero (València, 1962) és un sindicalista valencià, secretari general de la Unió General de Treballadors del País Valencià (UGT-PV) de 2016 a 2025.
Treballador de l'empresa Stadler Rail, antigua Macosa, on treballa des dels 14 anys quan entra com a aprenent. Amb 18 anys s'afilia a la UGT i l'any 1989 ja forma part del comitè d'empresa. Comença a escalar posicions dins de l'estructura del sindicat com a secretari general de la Federació de Metall de la UGT (2009-2016) des d'on passa a ser secretari general de l'organització al IXè Congrés de la UGT-PV celebrat el 2016.
L'abril de 2025, després de dos mandats al capdavant de UGT-PV, va cedir la direcció del sindicat a Tino Calero en el marc de l'XIè Congrés.